# Retro (KMFDM)
Retro è un album di raccolta del gruppo musicale tedesco KMFDM, pubblicato nel 1998.

## Tracce
1. Power – 5:26
2. Juke Joint Jezebel – 5:40
3. Brute – 4:25
4. A Drug Against War – 3:43
5. Light – 6:06
6. Money – 5:27
7. Vogue – 4:04
8. Godlike (Doglike) – 5:37
9. Virus (Pestilence) – 5:07
10. Liebeslied - Leibesleid – 4:38
11. More & Faster – 2:53
12. Rip the System! – 3:16
13. What Do You Know, Deutschland? – 5:34
14. Don't Blow Your Top – 3:39